# Deilio xylococculi
Deilio xylococculi är en stekelart som först beskrevs av John Wyman Beardsley och Gordh 1988. 
Deilio xylococculi ingår i släktet Deilio och familjen sköldlussteklar. Inga underarter finns listade i Catalogue of Life.